# Asparagus ovatus
Asparagus ovatus ist eine Pflanzenart der Gattung Spargel (Asparagus) in der Familie der Spargelgewächse (Asparagaceae). Das Artepitheton ovatus stammt aus dem Lateinischen, bedeutet ‚eiförmig‘ und verweist auf die Form der Laubblätter.

## Beschreibung
Asparagus ovatus ist eine kletternde, laubabwerfende Schlingpflanze, die Wuchshöhen von bis zu 150 Zentimeter erreicht. Ihr kompaktes, beschupptes, holziges Rhizom hat lange ausgebreitete Wurzeln. Die sich in einigem Abstand zum Rhizom entwickelnden zahlreichen, spindelförmigen Wurzelknollen sind hart und geschwollen. Die Wurzelknollen sind 0,5 bis 1 Zentimeter lang und 0,2 bis 0,3 Zentimeter breit. Die hinfälligen, eiförmigen, vieladerigen, glänzenden Phyllokladien sind 3 Zentimeter lang und 1,5 Zentimeter breit.
Die zwei bis drei Blüten entspringen hinter der Basis der Phyllokladien. Der 1 Zentimeter lange Blütenstiel ist nahe der Blütenbasis gegliedert. Die zurückgebogenen Perigonblätter sind etwa 0,6 Zentimeter lang. Die abgeflachten, aufrechten Staubfäden besitzen auf jeder Seite einen kleinen basalen Sporn. Der längliche Fruchtknoten enthält je Fach bis zu zehn Samenanlagen. Der Griffel und die Narbe ragen kaum aus der Staubblattsäule heraus.
Die kugelförmigen Früchte weisen einen Durchmesser von 1 Zentimeter auf.

## Systematik und Verbreitung
Asparagus ovatus ist in den südafrikanischen Provinzen Ostkap, Nordkap und Westkap verbreitet.
Die Erstbeschreibung durch Terence Macleane Salter wurde 1954 veröffentlicht. Ein nomenklatorisches Synonym ist Myrsiphyllum ovatum (T.M.Salter) Oberm. (1984).

## Nachweise